# Onuris reichei
Onuris reichei är en korsblommig växtart som beskrevs av Ernest Friedrich Gilg och Reinhold Conrad Muschler. Onuris reichei ingår i släktet Onuris och familjen korsblommiga växter. Inga underarter finns listade i Catalogue of Life.